# Pina Carmirelli
Pina Carmirelli (Varzi, 23 gennaio 1914 – Capena, 26 febbraio 1993) è stata una violinista italiana.

## Biografia
Iniziò molto giovane lo studio della musica e l'attività concertistica. Allieva di Teresina Tua e di Michelangelo Abbado, si diplomò al Conservatorio "Giuseppe Verdi" di Milano in violino (1930) e composizione (1935). Fu insignita del Premio Stradivari nel 1937 e del Premio Paganini nel 1940. Sposò il violoncellista Arturo Bonucci. I suoi due nipoti acquisiti, il violoncellista Arturo Bonucci (jr.) (1954-2002) e il violinista e direttore Rodolfo Bonucci (1963), hanno seguito con successo la tradizione musicale familiare. Ha suonato per molti anni lo Stradivari Toscano (di proprietà dell'Accademia Nazionale di Santa Cecilia) e, nell'ultima parte della sua carriera, lo Stradivari ex-Busch (di proprietà della famiglia Serkin).

## Attività
Ha svolto una brillante carriera concertistica, sia come solista, sia in formazioni da camera, delle quali è stata anche cofondatrice:
- il Quintetto Boccherini (1949) con Arrigo Pelliccia e Guido Mozzato al violino, Luigi Sagrati e Renzo Sabatini alla viola e Arturo Bonucci (Sr.) e Nerio Brunelli al violoncello;
- il Quartetto Carmirelli (1954) con Arturo Bonucci (Sr.) (violoncello), Montserrat Cervera (secondo violino) e Luigi Sagrati (viola) (1954);[1]
- il Quartetto Caecilia (1976) con Pasquale Pellegrino, secondo violino, Luciano Vicari, viola e Francesco Strano, violoncello;
- il Quintetto Fauré (1979) con Maureen Jones, pianoforte, Federico Agostini, secondo violino, Massimo Paris, viola e Francesco Strano, violoncello.

Titolare della cattedra di perfezionamento all'Accademia di Santa Cecilia dal 1941. Della sua attività come concertista sono ricordati i recital con Rudolf Serkin (con cui collaborò per anni anche al Festival di Marlboro), Murray Peraya e Sergio Lorenzi e le sue interpretazioni sotto la direzione di Carlo Maria Giulini e Georg Solti. Primo violino dei Musici. Come musicologa, ha curato l'edizione critica di Boccherini.